# I'm a Loser
"I'm a Loser" é uma canção composta por John Lennon e creditada a Lennon/McCartney. Foi gravada pela banda britânica The Beatles e lançada no álbum Beatles for Sale, de 1964.
É conhecida por ser uma das primeiras demonstrações da influência do cantor e campositor Bob Dylan para o som dos Beatles.